# Биджиевы
Биджиевы — карачаевская фамилия. Феодальный род.

## История
Родоначальником Биджиевых является Ханзады Золотой Орды Биджи. Который после смерти своего деда Батыра, сына Золотоордынского Хана Шадибека, перебрался в Карачай, где и основал свой род. Согласно научным трудам Кавказоведов, в первую очередь Петрусевича, а также истории самих карачаевцев, Биджи прибыв в Карачай занял, максимально высокий для не потомков основателя Карачая и его родных, титул Главного Уздена (на карач-балкарском Ак Узден) и стал крупным феодалом. И вплоть до Октябрьской Революции Биджиевы занимали одну из ведущих ролей в жизни Карачая. Так после создания Горской Республики, представитель этого рода Тохтар Биджиев был избран представителем Карачая в Горской Республике и был членом Кубанского Законодательного Совета. Биджиевы также часто занимали пост кадия Учкулана.
На сегодняшний день Биджиевы являются одной из самых больших фамилии у Карачаевцев.